# كورتيس بي. سميث
كورتيس بي. سميث هو سياسي أمريكي، ولد في 21 أكتوبر 1863 في فينسينس في الولايات المتحدة، وتوفي في 20 فبراير 1919 في دالاس في الولايات المتحدة. انتخب عمدة دالاس، تكساس ‏.